# Geovanis Cassiani
Pour les articles homonymes, voir Cassiani.
Geovanis Cassiani, né le 10 janvier 1970 à Turbo (Colombie), est un footballeur colombien, qui évoluait au poste de milieu défensif ou défenseur à l'Atlético Nacional, à l'America Cali, au Deportes Tolima, au Rosario Central et à Envigado ainsi qu'en équipe de Colombie.

## Biographie

### En club
Geovanis Cassiani dispute un total de 57 matchs en Copa Libertadores, sans inscrire de but. Il dispute à plusieurs reprises les demi-finales de cette compétition, en 1990, 1991, 1993 et 1994. Son équipe remporte cette compétition en 1989, toutefois Cassiani ne joue pas cette finale.
Il prend part à la Coupe intercontinentale 1989, perdue face au Milan AC.

### En équipe nationale
Avec les moins de 20 ans, il participe à la Coupe du monde des moins de 20 ans 1989 organisée en Arabie saoudite. Lors du mondial junior, il joue trois matchs : contre la Syrie, l'Union soviétique, et enfin le Portugal.
Cassiani participe ensuite avec la sélection olympique, aux Jeux olympiques d'été de 1992 qui se déroulent à Barcelone. Lors du tournoi olympique, il joue un match contre l'Espagne (défaite 4-0 au Stade de Mestalla à Valence).
Cassiani reçoit sept sélections en équipe de Colombie entre 1993 et 1997, sans inscrire de but.
Il participe avec la Colombie à la Coupe du monde 1990. Lors du mondial organisé en Italie, il ne joue aucun match.

## Carrière
- 1988-1992 :  Atlético Nacional
- 1993-1995 :  America Cali
- 1997-1998 :  Deportes Tolima
- 1998-1999 :  Rosario Central
- 2000 :  Envigado
- 2001 :  Atlético Nacional

## Palmarès

### Avec l'Atlético Nacional
- Vainqueur de la Copa Libertadores en 1989 (ne joue pas la finale)
- Vainqueur de la Copa Interamericana en 1990
- Champion de Colombie en 1991